# Chrysophyllum perpulchrum
Chrysophyllum perpulchrum är en tvåhjärtbladig växtart som beskrevs av Gottfried Wilhelm Johannes Mildbraed, John Hutchinson och John McEwan Dalziel. Chrysophyllum perpulchrum ingår i släktet Chrysophyllum och familjen Sapotaceae. Inga underarter finns listade i Catalogue of Life.